# مصلحة السجون الإسرائيلية

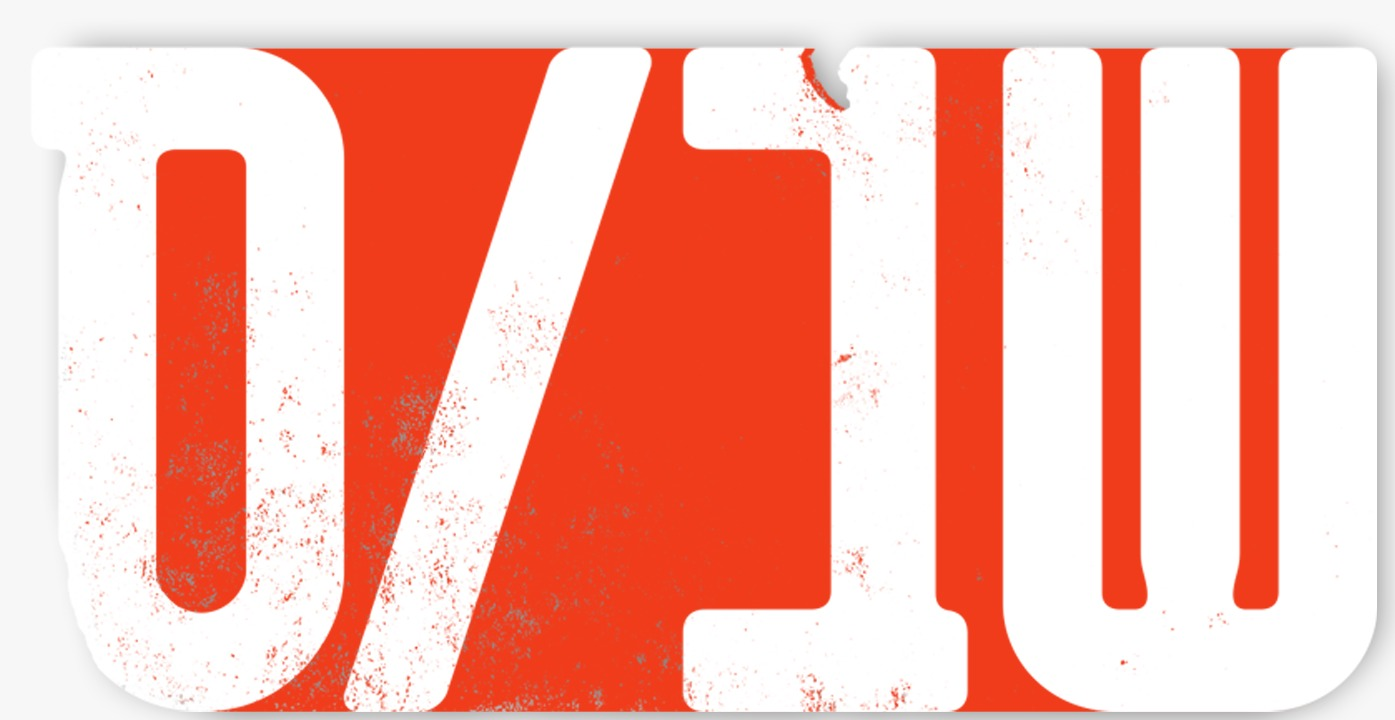
شعار مصلحة السجون الإسرائيلية

مصلحة السجون الإسرائيلية («الشاباص»، بالعبرية שב"ס شيروت بتي هسوهر وبالإنجليزية IPS) تأسست عام 1949 وهي تتبع لوزارة الداخلية الإسرائيلية وتمثل الذراع التنفيذية لإنفاذ القانون في إسرائيل ويقع مقرها الرئيسي في مدينة الرملة في وسط إسرائيل وهي مسؤولة عن 32 سجن منتشرة في إسرائيل وتضم 35000 سجين و8000 موظف عام 2009، نسبة السجناء الأمنيين (سجناء المقاومة الفلسطينية) بلغت 40% ونسبة السجناء الجنائيين بلغت 60%.

## تاريخ المصلحة

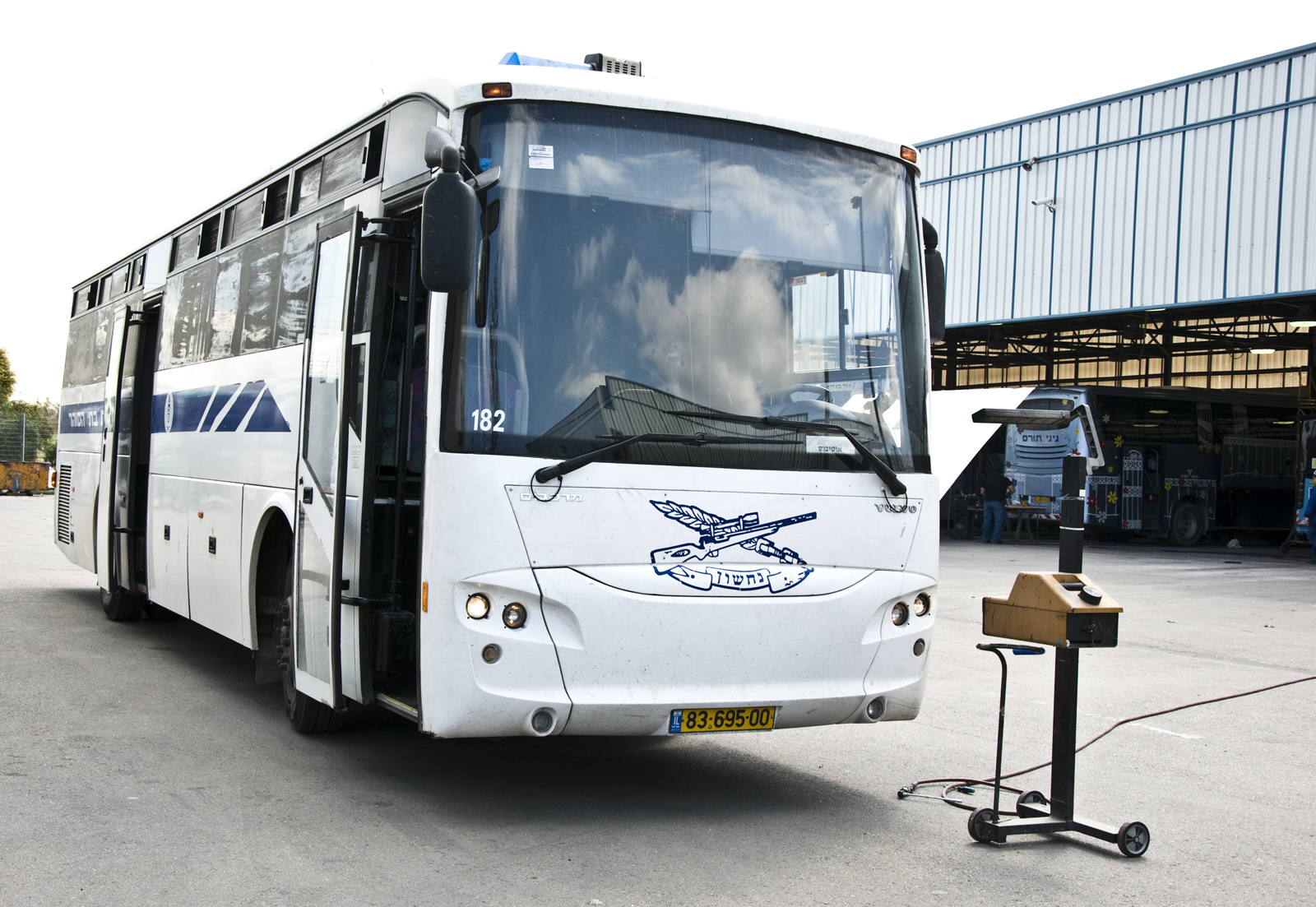
حافلة لمصلحة السجون

في عام 1949 استلمت سجن تلموند الذي كان تابعا للانتداب البريطاني واستمرت بإنشاء السجون وادارتها وفي عام 2005 انتقل إدارة سجن مجدو من الجيش إلى مصلحة السجون كما استلمت سجني عوفر والنقب الصحراوي نهاية عام 2006

## السجون التابعة للمصلحة

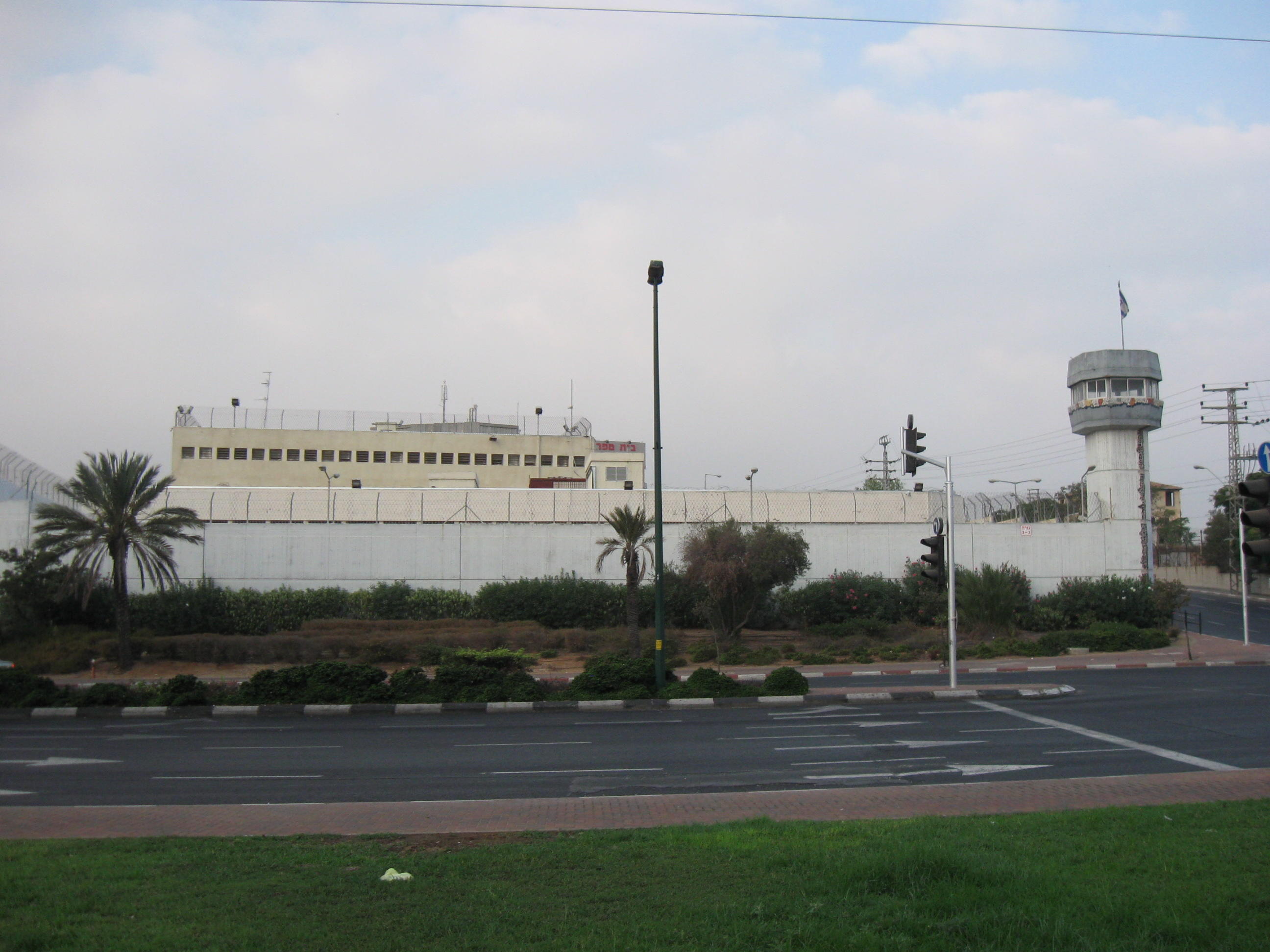
مركز أبو كبير

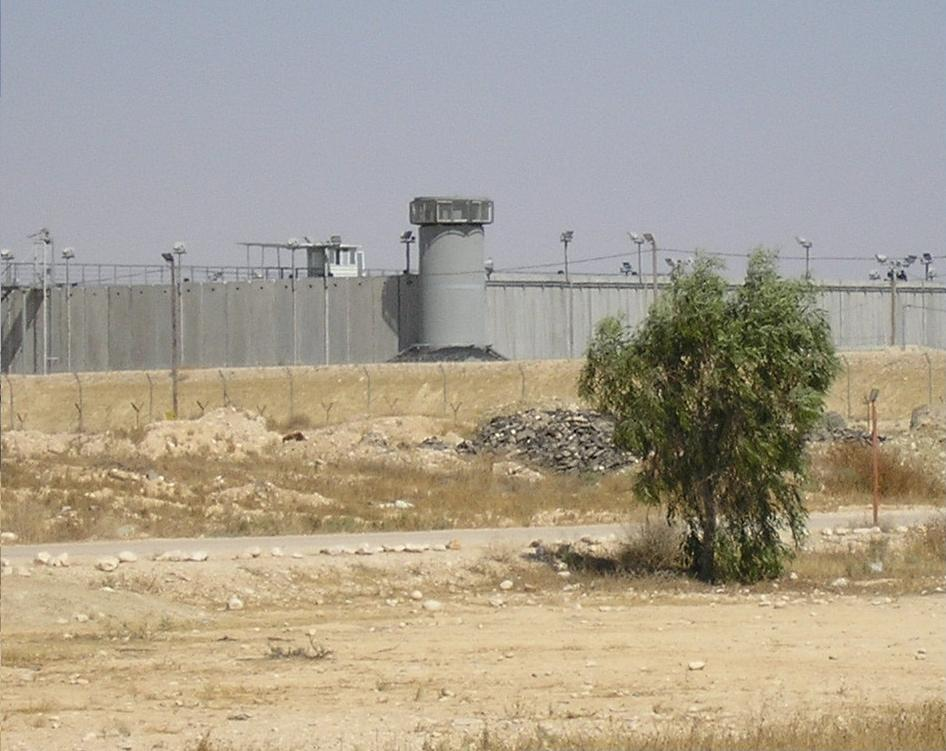
سجن النقب كتسيعوت

- سجن عوفر
- سجن إيشيل (سجن السبع)
- سجن أوهلي كيدار (سجن السبع)
- سجن نفحة
- سجن ديكل
- سجن رامون
- سجن كتسيعوت
- سجن شيكما
- سجن أيالون
- سجن تل أبيب
- سجن أوفيك
- سجن ماجن
- سجن نيفا تيرزا
- سجن نيتسان
- سجن غيفون
- سجن هداريم
- سجن هشارون
- سجن ريمونيم
- سجن بتاح تكفا
- سجن حرمون
- سجن غيلبوا
- سجن كيشون
- سجن مجدو سالم
- سجن الدامون
- سجن الكرمل
- سجن طبريا
- سجن جنيد
- سجن جلبوع
- سجن شطة

## قيادات ورؤوساء مصلحة السجون

علم قائد مصلحة سجون إسرائيل

- جيري جيرا (1949–1951)
- رام سالومون (1951-1952)
- تسفي هيرمون (1952–1958)
- أرييه نير (1958–1976)
- حاييم ليفي (1976–1981)
- مردخاي فيرتهايمر (1981–1985)
- رافائيل سويسا (1985–1986)
- ديفيد ميمون (1986–1987)
- ليفي شاؤول (1987–1990)
- غابي أمير (1990–1993)
- أرييه بيبي (1993–1997)
- عاموس عزاني (1997-2000)
- أوريت أداتو (2000–2003)
- يعقوب غانوت (2003-2007)
- بيني كانياك (2007–2011)
- أهارون فرانكو (2011–2015)
- عوفرا كلينجر (2015–2018)
- آشر فاكنين (بالإنابة؛ 2018-2021)
- كاتي بيري (2021–2024)[4]
- كوبي يعقوبي (2024 - حتى الآن)

## وصلات خارجية
- إدارة السجون الإسرائيلية (بالعبرية)
- إدارة السجون الإسرائيلية (بالإنجليزية)